# Mao Yi (gymnastique)
Pour les articles homonymes, voir Mao.
Mao Yi est une gymnaste artistique chinoise née le 16 septembre 1999 à Ruijin. Elle a remporté avec Fan Yilin, Tan Jiaxin, Shang Chunsong et Wang Yan la médaille de bronze du concours par équipes aux Jeux olympiques d'été de 2016 à Rio de Janeiro.